# Charinus gertschi
Charinus gertschi är en spindeldjursart som beskrevs av Goodnight 1946. Charinus gertschi ingår i släktet Charinus och familjen Charinidae. Inga underarter finns listade i Catalogue of Life.